# Itapissuma (kommun)
Itapissuma är en kommun i Brasilien.   Den ligger i delstaten Pernambuco, i den östra delen av landet, 1 700 km nordost om huvudstaden Brasília. Antalet invånare är 23 723.
Följande samhällen finns i Itapissuma:
- Itapissuma

Trakten runt Itapissuma består huvudsakligen av våtmarker. Runt Itapissuma är det tätbefolkat, med 276 invånare per kvadratkilometer.